# あげまつ大橋
あげまつ大橋（あげまつおおはし）は、長野県木曽郡上松町大字上松の木曽川に架かる国道19号桟改良の橋長199 m（メートル）のアーチ橋。

## 概要
桟改良の起点部に位置し、桟1号橋の仮称で建設された。
桟改良は、国道19号が木曽川の形成した谷間を縫うように走る旧道区間で急峻な山地が迫ることから従前から落石の危険性が指摘され、対策を講じていたものの1999年（平成9年）11月25日に防護柵を突破し、車道上に落下し通行止めを余儀なくされたことから、抜本的な対策が必要と判断して同年度に事業化された。桟改良で長野県木曽郡上松町上松から同郡木曽町福島下条に至る全長2.7 kmのバイパスで、旧道が左岸を走っていたところ、起点付近のあげまつ大橋で木曽川を渡河し、かけはしトンネルなどで山地部を通過した後、終点付近でかけはし大橋で再び木曽川を渡河し現道に合流する経路をとった。
あげまつ大橋の架設地点は急峻な木曽川を渡河し河積阻害率の観点から河川内に橋脚を設置し難いため支間長が150 mを超え、かつ平面曲線を有する曲線橋となることから施工難易度が高いことから中部地方整備局で初めてとなる、デザインビルド方式で発注された。入札した三井住友建設は基本コンセプトとして提示された「100年橋梁」と「自然との調和」に対して、耐久性・維持管理性・景観性の観点からコンクリートアーチ橋を採用した。
詳細な形式は上路鉄筋コンクリートアーチ橋で、補剛桁にはプレキャストコンクリートの水平リブ、プレキャストパネルによる上床版をもつPC箱桁を採用している。これは、平面曲線が直線からクロソイド曲線を挟み曲率半径335 mへと変化する曲線橋であり、曲線の補剛桁を支持するためにはアーチリブを平面的に曲線に持たせるか、アーチリブの幅員を拡幅する方法があるが、平面的な曲線を挿入すると橋軸直角方向への曲げモーメントが発生し構造上脆弱になる。また、アーチリブの拡幅すると重量増大により経済的でなくなる。このため、本橋は補剛桁にねじり剛性が高く、鉛直材が削減できるPC箱桁を採用し、アーチリブからの支持は平面曲線が大きい箇所のみにとどめた。また、曲線の補剛桁を直線のアーチリブで支持するため、アーチクラウン部では張出し床版長が5 mを超えることから、2.5 m間隔でプレキャスト水平リブを設置しその上にプレキャストPC板を敷設して場所打ちコンクリートと一体化させたPC合成床版としたため、張り出し床版下の支保工が不要になり施工性が向上した。
架設工法は一般に長大アーチ橋では斜吊り工法などでコンクリートアーチを途中まで架設した後、中央部を鋼メラン材で仮設しコンクリートで巻き立てるメラン工法で架設することが多いが、本橋では国道19号が近接しており、バックスティアンカーの本数が制限されるため全部に渡ってメラン工法を採用した。メラン材には箱桁を横構・対傾構の撤去を要しない新メラン工法を採用して工期の短縮を図った。アーチ拱台とメラン材の接合部でピン支承を採用するなどしてアーチリブへの負担を軽減し鉄筋コンクリート構造の採用を可能とした。
アーチ拱台は両岸で地盤が異なり、左岸は硬岩、右岸は一般の崖錐層よりも固結度が高い古期崖錐堆積物のdtl‐sg層であった。左岸側 (AA1) では問題なく直接基礎を採用したが、右岸側 (AA2) でもdtl‐sg層が十分な強度があり、アーチリブの断面縮小化、背面への水平力分散により直接基礎が採用可能となり施工性が向上し、工期・工費の短縮が可能となった。
- 形式 - RC固定アーチ橋
- 活荷重 - B活荷重
- 道路規格 - 第3種第2級
- 設計速度 - 60 km/h
- 橋長 - 199.000 m
  - 支間割 -  ( 162.800 m + 33.800 m )
  - アーチ支間 - 155.000 m
  - アーチライズ - 18.500 m
- 幅員
  - 総幅員 - 13.000 m - 16.16 m[注釈 1]
  - 有効幅員 - 2×10.750 m
  - 車道 - 9.500 m
  - 歩道 - 片側2.500 m
- 平面曲線 - 直線 - 曲率半径335 m
- アーチ拱台 - 直接基礎
- A2橋台 - 深礎杭基礎
- 床版 - 鉄筋コンクリート
- 設計 - 三井住友建設
- 施工 - 三井住友建設（上下部工）
- 架設工法 - 新メラン工法（アーチリブ）・支柱およびくさび式支保工架設工法（補剛桁）

## 歴史
1999年度（平成9年度）に桟改良が事業化された。あげまつ大橋は2009年（平成21年）2月に着手、2013年（平成25年）3月に竣工した。本橋は2013年度（平成25年度）のプレストレストコンクリート工学会賞作品部門を受賞した。
あげまつ大橋を含む桟改良は2014年（平成26年）3月29日に全通した。